# Баріхашвілі Дар'я Володимирівна
Дар'я Володимирівна Баріхашвілі (нар. 5 серпня 1992, Привілля) — українська акторка театру та кіно. Номінантка національної премії кінокритиків «Кіноколо» 2019 року.

## Життєпис
Дар'я Баріхашвілі народилась 5 серпня 1992 року в місті Привілля Луганської області. Баріхашвілі — грузинське прізвище, яке належить Дар'їному діду по материній лінії.
Інтерес до театру Дар'я почала виявляти ще в молодшій школі, коли навчаючись в 3-му класі, запропонувала класному керівнику зробити постановку в шкільному театрі казки Самуїла Маршака «Кошкин дом».
В 2009 році Дар'я Баріхашвілі стає студенткою факультету театрального мистецтва Київського національного університету театру, кіно і телебачення (майстерня Валентини Зимньої). Ще під час навчання на 1-му курсі юна актриса отримує роль в серіалі «Маршрут милосердия» (2010). В 2014 році випускниця Київського національного університету театру, кіно і телебачення бере участь у прем'єрі театрального сезону — виставі за мотивами однойменної п'єси Фрідріха Шиллера «Підступність і кохання» у постановці Київського академічного Молодого театру, з яким пов'яже свою долю по завершенні навчання. В «Підступності й коханні» Дар'я грає тендітну й вразливу Луїзу, яка стає жертвою жорстоких ігор та амбіцій можновладців.
Дар'я Баріхашвілі — різнопланова акторка, яку не можна віднести до конкретного амплуа. Їй переконливо вдається грати як спокусливих небезпечних жінок, так і милих персонажів дитячих вистав. Граючи ролі антагоністів, Дар'я дає можливість глядачу зрозуміти мотиви негативного персонажу, захоплюватись і навіть поспівчувати йому.
Значним успіхом актриси є головна роль у 95-серійному телесеріалі «Обручка з рубіном», який вийшов на український телепростір 2 січня 2018 року.

## Особисте життя
Живе в цивільному шлюбі з актором Київського національного академічного Молодого театру Сергієм Пономаренком, з яким навчалась разом на одному курсі в театральному університеті.

## Театральні роботи
| Вистава                    | Роль             |
| -------------------------- | ---------------- |
| Русалонька                 | Принцеса         |
| Іграшка для дорослих       | Леся, Картопля   |
| Жара                       | Катя             |
| Зачарований                | Варка            |
| Місто Сонця                | Хільда Вангель   |
| Неймовірна історія кохання | Вона             |
| Однорукий                  | Мерилін          |
| Підступність і кохання     | Луїза            |
| Принцеса Лебідь            | Естер Швидколапа |
| Сім бажань Зербіно         | Принцеса Аллелі  |
| Горе з розуму              | Соф'я            |
| Матінка Кураж та її діти   | Голос(Смерть)    |
| Суєта                      | Василина         |
| Попіл                      | Рахіль           |
| Украдене щастя             | Ганна            |
| Пастка                     | Флоранс          |
| Острів любові              | Панночка         |
| Ласкаво просимо до пекла   | Журналістка      |
| Убити чи любити            | Сюзон            |

## Фільмографія
| Рік  | Серіал               | Роль              |
| ---- | -------------------- | ----------------- |
| 2010 | Маршрут милосердия   | Маша, Роза        |
| 2011 | Ефросинья            | Секретарь         |
| 2011 | Танец нашей любви    |                   |
| 2012 | Джамайка             | Медсестра         |
| 2014 | Личное дело          | Горина            |
| 2014 | Брат за брата-3      | Лариса Сморчкова  |
| 2014 | Пока станица спит    |                   |
| 2014 | Все вернется         | Студентка         |
| 2014 | Майор и ведьма       | Ольга Долина      |
| 2016 | Подкидыши            |                   |
| 2018 | Список бажань        | Анастасія Кауфман |
| 2018 | Обручка з рубіном    | Аня/Яна           |
| 2019 | Додому               | Олеся             |
| 2021 | Невірна              |                   |
| 2021 | Моя улюблена Страшко | Яніна Гордієнко   |
| 2024 | Тут і тепер          |                   |

## Нагороди
| Рік  | Нагорода                                                          | Номінація,                          | Роль                                                                                     |
| ---- | ----------------------------------------------------------------- | ----------------------------------- | ---------------------------------------------------------------------------------------- |
| 2016 | XII Міжнародний фестиваль жіночої творчості імені М.Заньковецької | «За високу професійну майстерність» | Мерилін у виставі «Однорукий» за твором М.Макдонаха, Київський Академічний Молодий Театр |